# Tippu Tip

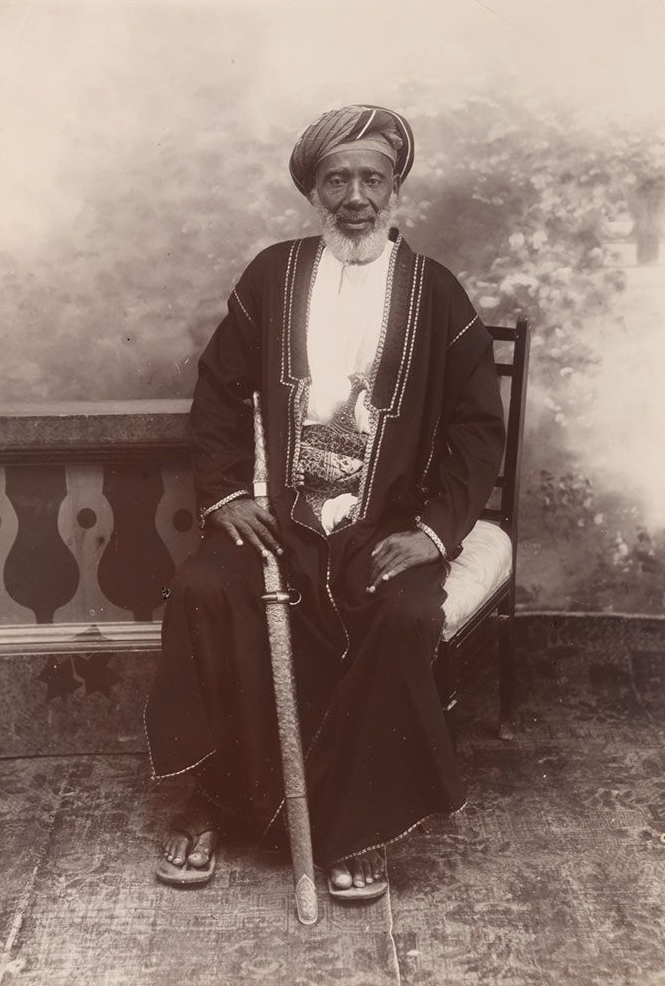
Tippu Tip fotografado por volta de 1890.

Tippu Tip (1832 – 14 de Junho de 1905), como ficou conhecido Hamad bin Muhammad bin Juma bin Rajab el Murjebi (em árabe: حمد بن محمد بن جمعة بن رجب بن محمد بن سعيد المرجبي‎), era um africano comerciante de pessoas escravizadas e marfim, foi também explorador do Congo tendo sido até Governador. Trabalhou para uma série de Sultões de Zanzibar tendo começado no tráfico de pessoas escravizadas para as plantações de Cravo-da-Índia de Zanzibar.
Em busca de marfim e escravos liderou várias expedições à África Central construindo vários entrepostos comerciais na área e dizimando inúmeras aldeias nativas. Rivalizou com o Rei Leopoldo nos inícios do Estado Livre do Congo, chegou a ter um tratado com este mas acabaram em sangrentos conflitos pelo controlo do marfim e escravos. Ficou conhecido como o último grande traficante de pessoas escravizadas de África.